# جون رمزي ميلر
جون رمزي ميلر (بالإنجليزية: John Ramsey Miller)‏ (3 أكتوبر 1949، غرينفيل في الولايات المتحدة)؛ روائي أمريكي.